# Сурхан (футбольный клуб)
«Сурха́н» (узб. «Surxon» Termiz futbol klubi/«Сурхон» Термиз футбол клуби) — узбекистанский футбольный клуб из города Термез, являющегося административным центром Сурхандарьинского вилоята (области) страны.

## Названия
| Годы       | Название        |
| ---------- | --------------- |
| 1968       | «Чигарачи»      |
| 1969—1973  | «Автомобилист»  |
| 1974       | «Спартак»       |
| 1975—1983  | «Автомобилист»  |
| 1984—1993  | «Сурхан»        |
| 1994—1996  | АСК             |
| 1997—2008  | «Сурхан»        |
| 2009—2010  | «Динамо-Хамкор» |
| 2010—2011  | «Термез»        |
| 2012—н. в. | «Сурхан»        |

## История
Футбольный клуб в Термезе был основан в 1968 году под названием «Чегарачи» (Пограничник в переводе с узбекского языка).
В первые годы своего существования термезский клуб участвовал в чемпионате и Кубке Узбекской ССР. В последующие годы вплоть до распада СССР выступал во Второй и во Второй низшей лиге СССР.
Также принимал участие в розыгрыше Кубка СССР (лучшее достижение — 1/32 финала в 1985 году). Особых успехов не добивался. В советское время успел 4 раза сменить название.
После распада СССР и обретения Узбекистаном независимости (во 2-й половине 1991 года), с 1992 года стал проводиться национальный чемпионат страны.
В дебютном сезоне «Сурхан» наряду с другими 16 клубами был включен в Высшую лигу Узбекистана. В итоге в 1992 году он занял последнее, 17-е место и вылетел в Первую лигу.
В 1994 году клуб вернулся в Высшую лигу и являлся её участником вплоть до сезона-2004. С 2005 года начал выступать в Первой лиге (в некоторых сезонах участвовал во Второй лиге Узбекистана).
В Про-лиге A сезона-2018 «Сурхан» занял 4-е место (среди 9 клубов). В настоящее время выступает в Суперлиге Узбекистана — высшем по уровню и значимости футбольном дивизионе страны.
Вначале 2022 года, термезский клуб объявил о создании новой стратегии развития клуба, позволяющей стать «конкурентным клубом» как в Узбекистане, так и в азиатском регионе. Клуб объявил о сотрудничестве с крупными компаниями, среди которых выделяется Группа ERIELL, Enter Engineering, Surhan Gas Chemical и UDF Management. В феврале этого же года, клуб пополнил испанский специалист Анхель Лопес Перес, известный по своей работе в клубе чемпионата Испании «Хетафе», а также по работе со сборной Экваториальной Гвинеи. С декабря 2024 года главным тренером команды является Февзи Давлетов.

## Главные тренеры
| Годы       | Главный тренер      |
| ---------- | ------------------- |
| 19—1970    | Виктор Тихонов      |
| 1971       | Алексей Губин       |
| 1972—1973  | Владимир Десятчиков |
| 1974       | Виктор Тихонов      |
| 1975       | Яков Аранович       |
| 1976—1977  | Марк Тунис          |
| 1977—1980  | Виктор Тихонов      |
| 1981—1983  | нет данных          |
| 1984       | Владимир Жуковский  |
| 1985—1986  | нет данных          |
| 1987—1990  | Таймураз Хабаев     |
| 1991       | Мунир Салихов       |
| 1992       | Батыр Кашкенбаев    |
| 1993—1995  | нет данных          |
| 1996       | Батыр Кашкенбаев    |
| 1996       | Владимир Жуковский  |
| 1997       | Тагаймурад Хошбаков |
| 1998       | Тулагян Исаков      |
| 1998       | Батыр Кашкенбаев    |
| 1999       | Берадор Абдураимов  |
| 2000—2009  | нет данных          |
| 2010       | Равшан Дурмонов     |
| 2011—2012  | Фуркат Мустафакулов |
| 2013       | Батыр Кашкенбаев    |
| 2014       | Фуркат Мустафакулов |
| 2015—2016  | Равшан Дурмонов     |
| 2016—2017  | Обид Худоёров       |
| 2017       | Сергей Ковшов       |
| 2018       | Абдусамад Дурмонов  |
| 2018       | Дилшод Нуралиев     |
| 2018       | Рифат Акрамхужаев   |
| 2019—2020  | Андрей Микляев      |
| 2021       | Рифат Акрамхужаев   |
| 2022       | Анхель Лопес        |
| 2022       | Мигель Альварес     |
| 2023—2024  | Сергей Арсланов     |
| 2024—н. в. | Февзи Давлетов      |